# Antony Pappusamy
Antony Pappusamy (Tamil அந்தோணி பாப்புசாமி Antōṇi Pāppucāmi; * 1. Oktober 1949 in Marambady, Tamil Nadu) ist ein indischer Geistlicher und emeritierter römisch-katholischer Erzbischof von Madurai.

## Leben
Antony Pappusamy besuchte von 1963 bis 1966 die R.C. Higher Secondary School in Tiruchirappalli und von 1966 bis 1968 das Kleine Seminar St. Peter in Madurai. Anschließend studierte er Philosophie (1968–1971) und Katholische Theologie (1972–1976) am Priesterseminar St. Paul in Tiruchirappalli sowie am St. Joseph’s College in Tiruchirappalli (1971–1972). Am 7. Juli 1976 empfing er das Sakrament der Priesterweihe für das Bistum Tiruchirappalli.
Nach der Priesterweihe war Pappusamy zunächst ein Jahr als Pfarrvikar der Pfarrei Holy Redeemer in Tiruchirappalli tätig, bevor er 1977 Sekretär der Diözesankommission für das christliche Leben wurde. Von 1977 bis 1978 war er zusätzlich persönlicher Sekretär des Bischofs von Tiruchirappalli, Thomas Fernando. Ferner fungierte er von 1978 bis 1980 als Präfekt am Priesterseminar St. Paul in Tiruchirappalli, an dem er auch Philosophie lehrte. 1980 wurde er für weiterführende Studien nach Rom entsandt, wo er 1982 an der Päpstlichen Lateranuniversität ein Lizenziat im Fach Katholische Theologie erwarb und 1984 zum Doktor der Theologie promoviert wurde. Außerdem erlangte er 1984 an der Päpstlichen Universität Heiliger Thomas von Aquin ein Diplom im Fach Spiritualität. Nach der Rückkehr in seine Heimat lehrte Pappusamy von 1984 bis 1991 Pastoraltheologie am Priesterseminar St. Paul in Tiruchirappalli und war dort für die Koordination der pastoralen Praktika verantwortlich. Von 1991 bis 1994 fungierte er als Generalvikar des Bistums Tiruchirappalli. Zudem war er von 1985 bis 1995 Direktor der Catechetical Sisters of St. Thomas. Ab 1995 wirkte Pappusamy als Studiendekan am Priesterseminar St. Paul.
Papst Johannes Paul II. ernannte ihn am 5. November 1998 zum Titularbischof von Zaba und zum Weihbischof in Madurai. Die Bischofsweihe spendete ihm der Erzbischof von Madurai, Marianus Arokiasamy, am 4. Februar 1999 vor der Kathedrale Our Lady of Dolours in Madurai; Mitkonsekratoren waren Peter Fernando, Bischof von Tuticorin, und Edward Francis, Bischof von Sivagangai. Pappusamy wählte den Wahlspruch Arise („Aufstehen“).
Am 10. November 2003 bestellte ihn Papst Johannes Paul II. zum ersten Bischof des mit gleichem Datum errichteten Bistums Dindigul. Die Amtseinführung fand am 28. Dezember desselben Jahres statt. Papst Franziskus ernannte ihn am 26. Juli 2014 zum Erzbischof von Madurai. Die Amtseinführung erfolgte am 24. August desselben Jahres. Zusätzlich verwaltete Pappusamy während der Sedisvakanz vom 29. Juni 2018 bis zum 15. Dezember 2019 das Bistum Palayamkottai und vom 6. Juni 2020 bis zum 22. Februar 2024 das Bistum Kuzhithurai als Apostolischer Administrator. Darüber hinaus fungierte er von 2018 bis 2022 als Präsident der Bischofskonferenz von Tamil Nadu. Ferner leitete er in der Bischofskonferenz von Tamil Nadu zeitweise die Kommission für den Klerus und die Ordensleute.
Papst Franziskus nahm am 4. November 2024 das altersbedingte Rücktrittsgesuch von Antony Pappusamy an.